# Klimopklokje
Het klimopklokje (Wahlenbergia hederacea, synoniemen: Hesperocodon hederaceus, Wahlenbergia hederifolia) is een vaste plant die behoort tot de klokjesfamilie. De soort komt van nature voor in West-Europa. Het klimopklokje staat op de Nederlandse Rode lijst van planten als een soort die in Nederland zeer zeldzaam en sterk afgenomen is. Het aantal chromosomen is 2n = 36.
De plant wordt 5-30 cm hoog. De slappe, draadvormige, liggende stengels zijn vertakt en wortelen op de knopen. De kale, handvormig gelobde tot rondachtige of vijfhoekig-niervormige, lichtgroene bladeren hebben een lange steel en een hartvormige voet. Ze zijn 5-15 mm lang en 5-12 mm breed.
Het klimopklokje bloeit van juni tot in september. De afzonderlijk staande, lichtblauwe, 6-10 mm lange en 5–8 mm brede, klokvormige, bloemen hebben drie tot vijf korte, lancetvormige, spitse slippen. Ze staan op lange, dunne stelen. De behaarde meeldraden zijn aan de voet iets verbreed. De kelk is 2-3 mm lang.
De rechtopstaande, 3 mm grote vrucht is een drie - tot vijfhokkige doosvrucht, die aan de top openspringt. Het zaad is 0,8 mm lang en 0,4 mm breed.

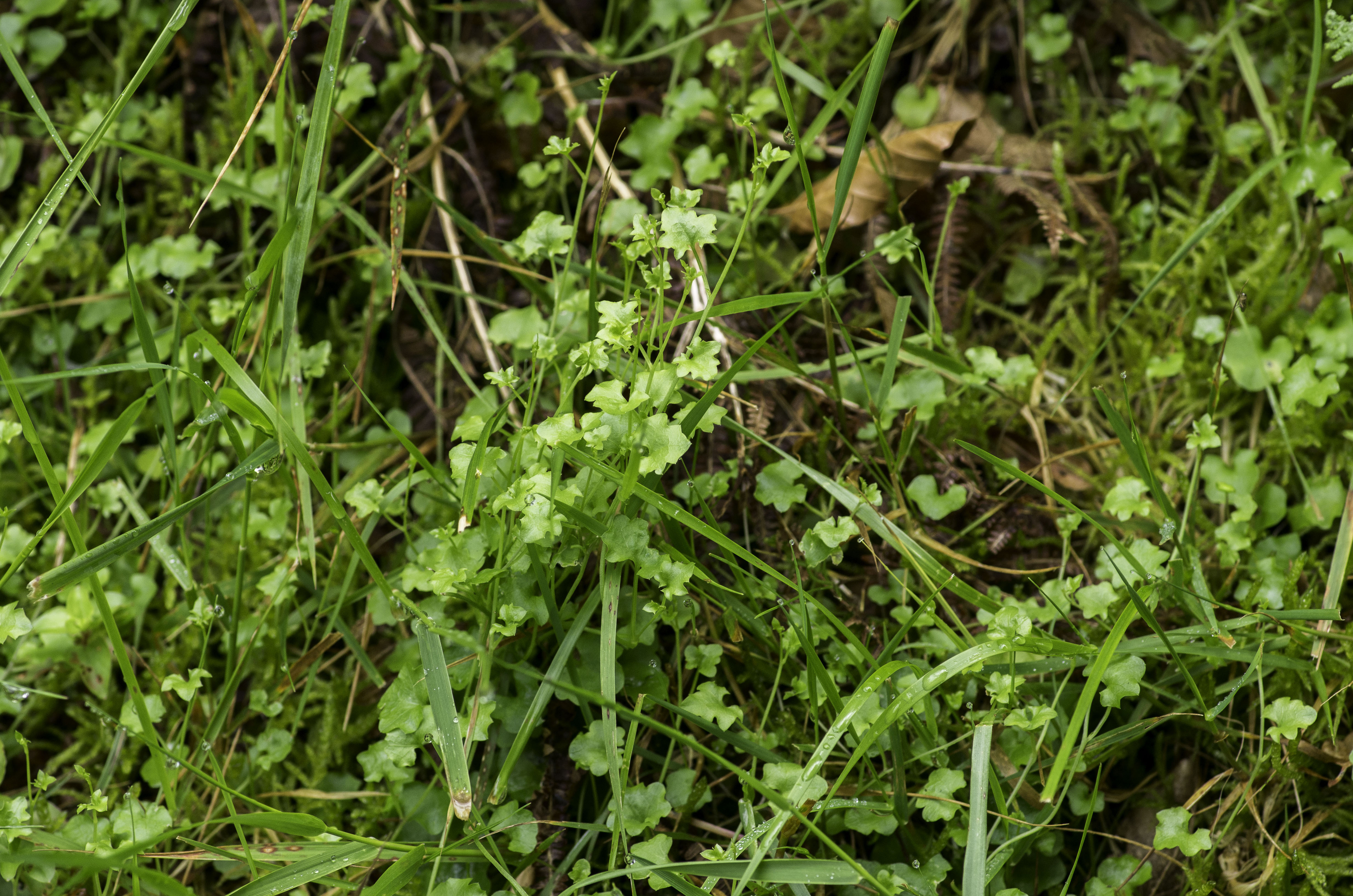
Planten
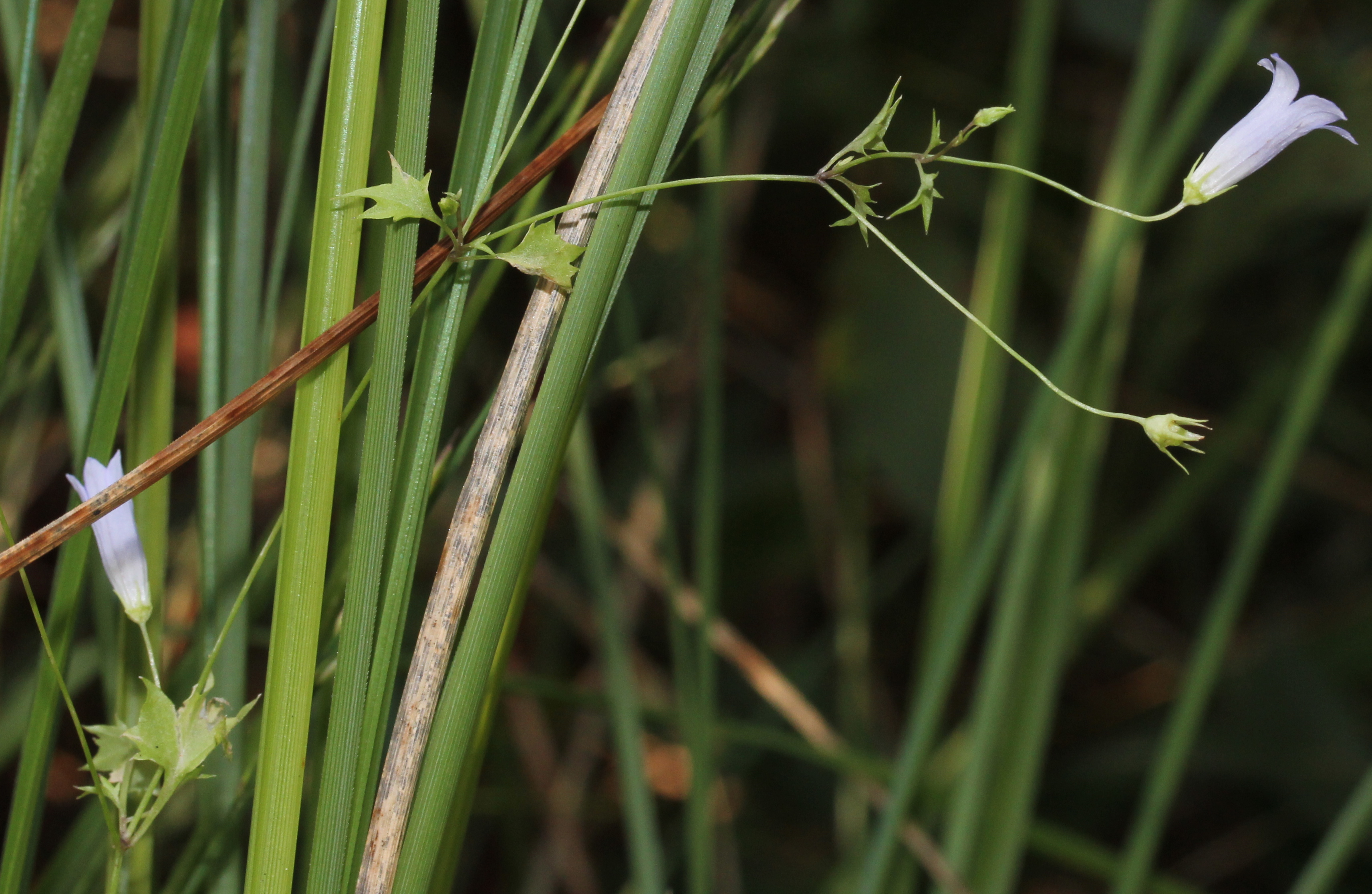
Stengel
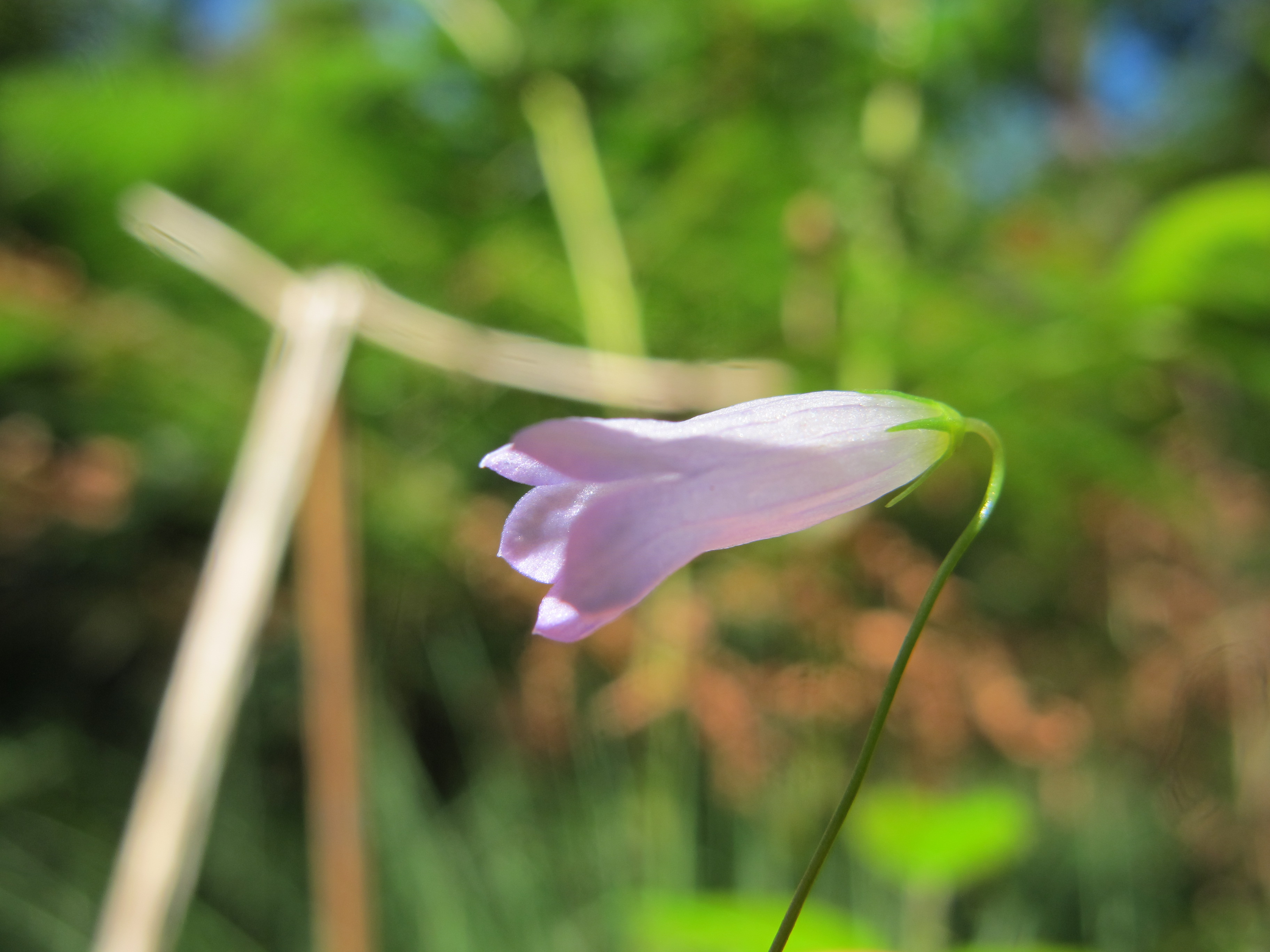
Bloem
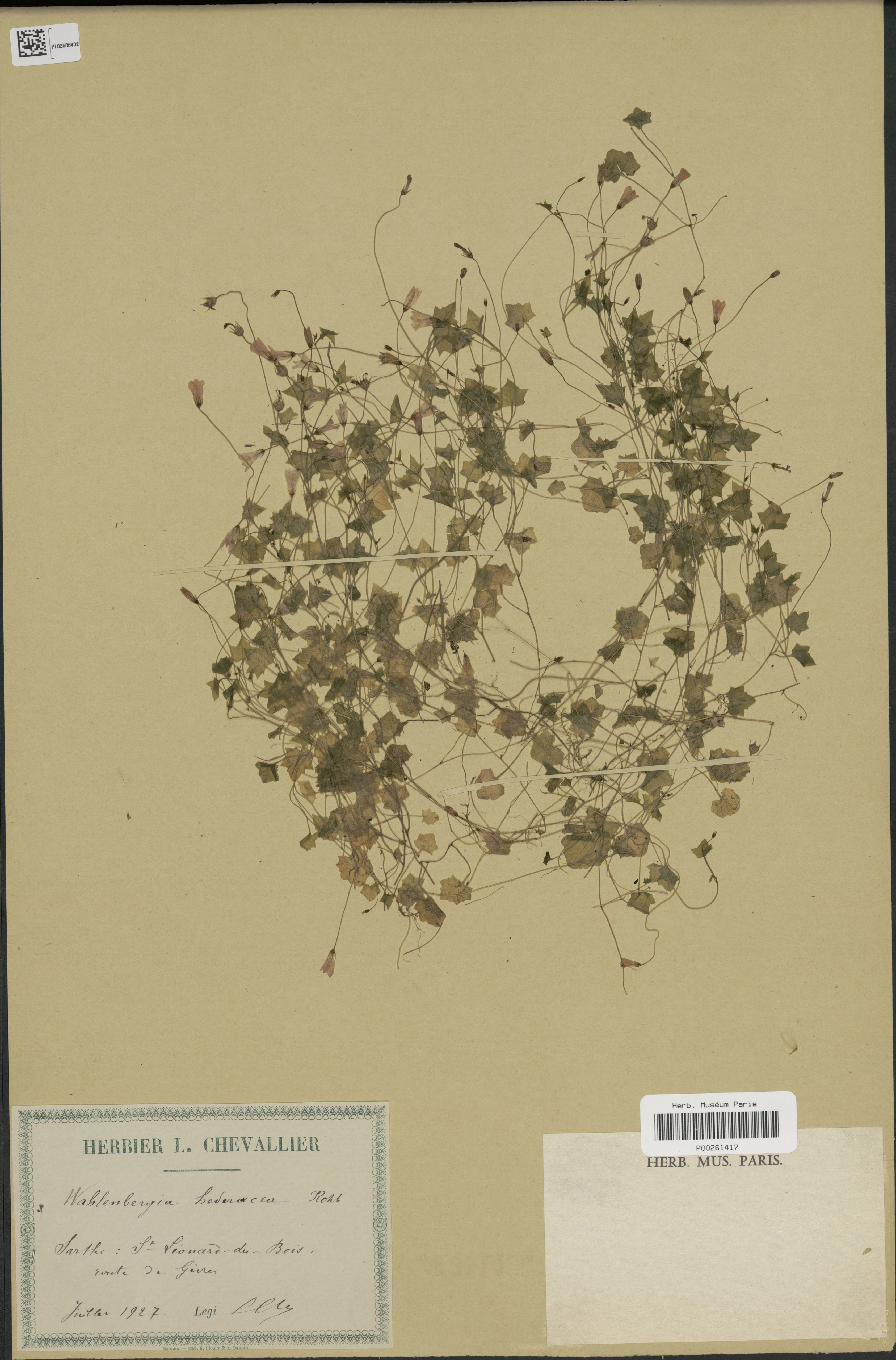
Herbariumexemplaar met onder meer vruchten

## Ecologie en verspreiding
Het klimopklokje staat op zonnige tot half-beschaduwde, vochtige tot drasse, vrij warme, matig voedselrijke, vrij zure, kalkarme veen- en zandbodems die bij voorkeur een goed ontwikkelde moslaag hebben. Ze groeit in drassige, venige heiden en op geplagde plekken, in moerassige veenterreinen, in lichte broekbossen en langs oevers van vennen, beken en riviertjes. Ook op vochtige hellingen, in beschaduwde ravijnen en op rotspartijen, soms in bermen en langs bospaden en wordt vermeld op vochtige akkers. De noordwestgrens van het verspreidingsgebied van deze Atlantische soort reikt tot aan Nederland en heeft enkele voorposten in Nederland en in Duitsland. In 1933 is de soort aangetroffen in een drassige heide van het Hardingsbroek bij Tubbergen in Twente en is daar nog bloeiend aangetroffen in 1959. Ze heeft zich niet kunnen handhaven door ontginning en ontwatering van de omgeving. Recent is de soort aangetroffen op vochtig zand aan de rand van een groot ven in het zuidoosten van de Kempen.